# V603 de l'Àguila
V603 de l'Àguila (V603 Aquilae) fou una nova brillant que va ocórrer a Àguila l'any 1918. Abastà la magnitud aparent de −1,4, i va ser la nova més brillant dels temps moderns.

## Coordenades
- Ascensió recta: 18h 48m 54,6s
- Declinació: +00° 35’ 03"